# Ace Combat: Assault Horizon
Ace Combat: Assault Horizon è il dodicesimo capitolo della serie videoludica Ace Combat. Uscito il 13 ottobre 2011 in Giappone e il giorno seguente in Europa, come i suoi predecessori è un simulatore di volo arcade disponibile per console (PlayStation 3 e Xbox 360). Una versione ridotta del gioco in esclusiva per Nintendo 3DS è stata annunciata all'E3 2011 ed è uscita nel 1º dicembre 2011. Fu inoltre annunciata una versione per PC, pubblicata nel primo trimestre del 2013.

## Trama
Il gioco si svolge attraverso una storia, scritta dall'autore e giornalista Jim DeFelice e ambientata in un ipotetico 2015 di guerra. Un gruppo ribelle denominato "SRN" insorge in una non meglio precisata zona dell'Africa Orientale. In cerca d'aiuto, le nazioni del Medio Oriente e dell'Africa chiedono aiuto all'Organizzazione delle Nazioni Unite, che a loro volta lasciano in mano la soluzione del problema alla NATO.
La rapida espansione delle violenze, tramite azioni di guerriglia in tutta l'Africa, avvantaggiate anche grazie all'uso di armi insolitamente avanzate per il continente Africano, costringe i vertici della NATO a costituire una forza d'attacco specializzata, la Task Force 108, una unità militare comandata dal generale francese Pierre La Pointe, composta da USA, Russia e Francia con lo scopo di utilizzare mezzi aerei, terrestri e navali per sedare le rivolte.
Di questa Task Force farà parte il nostro protagonista, il Colonnello William Bishop, leader della TF 108, personaggio carismatico, caparbio e dalla psicologia problematica; il gioco comincia infatti con la rappresentazione di un suo incubo. Il suo gregario di volo è il simpatico Jose "Guts" Gutierrez.
Le squadriglie che entreranno in conflitto contro i ribelli sono in tutto otto, con ruoli e apparati tecnici diversificati:
- Squadriglia Warwolf: la principale squadra di cui fa parte il colonnello Bishop. Utilizza caccia come gli F-14 Tomcat, F-15 Eagle, F-22 Raptor, F-35 Lightning, F/A 18 Super Hornet, AV-8B Harrier, F-4 Phantom, A-10 Thunderbolt, F-117 Nighthawk. Lo stemma della squadriglia è un lupo bianco ululante su sfondo blu stellato.
- Squadriglia Shooter: gruppo di elicotteri d'assalto AH-64D Longbow di cui fa parte il coraggioso capitano Doug "D-Ray" Robinson. Il suo stemma è un ragno nero a formare un mirino a griglia su sfondo giallo.
- Squadriglia Nomad: gruppo di elicotteri da supporto aereo ravvicinato MH-60 Black Hawk. Lo stemma di riconoscimento è rappresentato da una formica nera imbracciante un mitra d'assalto su sfondo arancio.
- Squadriglia Razor: capitanata dall'unica figura femminile del gioco, Jan Rehl, è la squadriglia dedicata ai bombardamenti aria - superficie ad alto impatto. Utilizza aerei bombardieri tattici B-2 Spirit, AC-130U Spooky e B-1 Lancer. Lo stemma della squadriglia è un pipistrello nero sganciante bombe perforanti su sfondo fuxia.
- Squadriglia Lion: rappresenta il contributo francese alla guerra con i Mirage 2000.
- Squadriglia Dagger: fornisce supporto a Shooter con gli A-10 Thunderbolt
- Squadriglia Tiger: fornisce supporto aereo a Warwolf e Lion, utilizza i caccia F16-C Fighting Falcon.
- Squadra Jericho: squadra di supporto tattico superficie-aria, utilizza lanciatori SAM.

Ben presto la situazione degenera, con la scoperta da parte della NATO di una nuova arma di distruzione di massa in possesso dei ribelli, denominata "Trinity", la cui potenza è paragonabile a quella di un piccolo ordigno nucleare. L'obiettivo della TF 108 diventerà quindi quello di trovare e distruggere tutte le armi Trinity e di porre fine a questa guerra aerea.
A cambiare la situazione sarà l'entrata in gioco del Colonnello Andrei Markov, detto "Lo Squalo"(Akula in russo, a causa della bocca di squalo dipinta sul suo aereo), pilota con una bravura in combattimento paragonabile solo a quella di Bishop.
Markov è il leader delle forze ribelli in Africa e, grazie all'aiuto dei ribelli, in possesso di Trinity. È una delle personalità chiave della NFR (Nuova Federazione Russa), nazione sorta grazie a un colpo di stato in Russia, da parte di un comando di ribelli e mercenari russi. Dopo il grande tradimento da parte dei Russi della TF 108, la situazione a livello mondiale è diventata critica, con la NFR che minaccia gli Stati Uniti dopo aver occupato Mosca con la forza. Nel susseguirsi di eventi, che vedrà la guerra sfociare in un conflitto specialmente su suolo statunitense, si capirà ciò che veramente ha spinto Markov e i Russi al tradimento: negli anni novanta, durante la guerra in Iugoslavia, la moglie di Markov, Krista Yoslav rimane vittima di un bombardamento statunitense in territorio serbo. Da quel momento, Markov ha giurato vendetta nei confronti degli USA.
Quando le forze della NFR attaccheranno gli USA, solo l'abilità di Bishop potrà contrastare Markov, intenzionato a distruggere i centri di potere statunitensi a Washington con l'unico ordigno Trinity rimasto.

## Velivoli
I velivoli non si possono acquistare per mezzo del denaro (come nei vecchi capitoli), ma si sbloccano con il compimento delle missioni; saranno personalizzabili con colori e con i gruppi di abilità sbloccabili attraverso il guadagno di punti o con particolari prestazioni in combattimento. Ogni aereo ha il suo armamento standard e un piccolo inventario di armi a scelta: questo rende a volte necessaria, ai fini del completamento delle missioni, la scelta di un aereo con armamenti adatti allo scopo della missione in questione.
Questo capitolo della saga è l'unico in cui è possibile svolgere missioni in elicottero (come pilota o come mitragliere).

## Armamenti
il gioco include una vasta gamma di armamenti e accessori equipaggiabili. È possibile sceglierne solo uno per velivolo (solo se compatibile).

## Elementi sbloccabili
Alcuni oggetti di gioco saranno disponibili grazie al completamento delle varie missioni e alle prestazioni (sia in qualità sia in quantità) del giocatore, da cui dipendono i punti guadagnati. Altri oggetti sono disponibili solo tramite download per mezzo di pagamento on-line.
I colori delle unità aeree, a parte, ovviamente, il primo disponibile di ognuna, saranno sbloccabili fino al terzo, quarto o quinto (a seconda del velivolo) con riproduzioni di livree quasi sempre realmente esistenti. Inoltre saranno personalizzabili per ogni tipo di velivolo/elicottero in base alla scala cromatica completa (saranno selezionabili tutti i colori, in modo da comporre, volendo, anche livree fantasiose e uniche). Alcune colorazioni possono essere acquistate on-line nel PlayStation Store. Una volta scelto il colore della livrea si potrà scegliere anche il colore della scia fumosa dei missili cruise (Nero/Bianco/Rosso) e si può salvare con un nome a scelta dell'utente, esattamente come per i colori della livrea personalizzati. I colori modificati non saranno disponibili per la prima volta in campagna.
Se si completa la campagna a livello di difficoltà "pilota" o "asso" (rispettivamente difficile e difficilissimo), si sbloccherà il Sukhoi T-50: un velivolo sperimentale russo denominato PAK-FA (in linguaggio NATO), e il missile EW1 Trinity, lo stesso usato da Markov (Akula) nell'attentato a Washington, in grado di devastare un'ampia area terrestre per circa 10 secondi. Il velivolo sarà utilizzabile solo in modalità missione libera e on-line. In modalità on-line, il missile EW1 sarà utilizzabile dopo aver abbattuto consecutivamente 8 nemici aerei, e sarà utilizzabile solo se non è già stato lanciato nello stesso momento da altri giocatori.
Con i punti guadagnati svolgendo le varie missioni della campagna, missioni libere e giocando on-line, si potranno sbloccare, inoltre, delle abilità per migliorare le prestazioni dell'unità aerea utilizzata durante gli scontri. Ad esempio saranno disponibili dei missili avanzati, più potenti, mitragliatrici più precise e potenti, resistenza fisica del velivolo aumentata ecc. Si possono selezionare un numero limitato di abilità extra contemporaneamente, riempiendo un numero limitato di slot. Il primo slot, detto "slot FAS" permette di "trasmettere" l'abilità in esso contenuta agli altri giocatori in co-op on-line. In questo modo tutti i giocatori possono aiutarsi a vicenda, rendendo la propria squadra più competitiva.

## Modalità multiplayer
La modalità multigiocatore è esclusivamente giocabile on-line ed ha quattro tipi d'azione selezionabili: Conquista della capitale, Dominazione, Scontro mortale, e Missione cooperativa; quest'ultima non è altro che una rivisitazione delle missioni della campagna (compresi gli spezzoni di trama intuibili nelle comunicazioni durante il volo) ma in cooperativa. Colui che "apre" una partita on-line può sceglierne alcune regole (come il massimo numero di giocatori partecipanti o la durata della partita) e l'ambientazione (alcune di queste sono scaricabili a pagamento dal PlayStation Store) in cui svolge l'incontro nel server: tutto ciò sarà visibile, a scopi di selezione del tipo di partita più adatta alle preferenze dell'utente, al momento del collegamento con l'Host.

## Il duello
La più notevole delle nuove caratteristiche del gioco è sicuramente una modalità fatta apposta per i bersagli più difficili (per esempio i TGT LEAD, che sta per Target Leader), ovverosia un tipo di scontro ravvicinato, o duello (MD), con il quale si affrontano scontri e controattacchi (contromanovre in stile Top Gun) ravvicinati. Questa modalità d'azione è una novità introdotta proprio da quest'ultimo capitolo della saga e rende il gioco più vario, adrenalinico e coinvolgente. L'utilizzo di questa modalità è a discrezione dell'utente, mentre nell'ultima missione della campagna (Akula) è necessario utilizzarla gli ultimi minuti di scontro con l'antagonista per il completamento. Alcuni aerei sono impossibilitati nell'ultilizzo della MD a causa della loro natura dedicata a scontro aria-terra, come ad esempio gli elicotteri o aerei da attacco al suolo.

## Versioni
Al lancio è stata disponibile, oltre alla versione Limited, un'edizione super esclusiva, la “Helicopter Edition”.
Questi sono i contenuti esclusivi di quest'ultima edizione:
- Disco di gioco (presente anche nella limited)
- CD con la colonna sonora (presente anche nella limited)
- Blocco per gli appunti autografato dal team di sviluppo (presente anche nella limited)
- Aereo esclusivo da scaricare F-4 Phantom II (presente anche nella limited)
- Penna ufficiale di Ace Combat Assault Horizon.
- Portachiavi con stemma ufficiale della squadriglia del protagonista.
- Elicottero radiocomandato, perfetta riproduzione dell'UH-60 Black Hawk con stemmi e livrea riprese da Ace Combat Assault Horizon.[4]

## Accoglienza
La rivista Play Generation diede al gioco un punteggio di 89/100, apprezzando il sistema di combattimento, la varietà di situazioni e la modalità multigiocatore e come contro alcune missioni, in particolar modo quelle sui bombardieri, che non sapevano regalare particolari emozioni, trovando il gioco come un'unione tra un'ottima giocabilità e un notevole impatto visivo. La stessa testata lo classificò come uno dei quattro migliori giochi con aerei e navicelle.